# Laredo Ranchettes
Laredo Ranchettes – jednostka osadnicza w Stanach Zjednoczonych, w stanie Teksas, w hrabstwie Webb.